# Marina Imperială Austro-Ungară

Stindardul K.u.K.K.

Marina Militară Imperială și Regală (în germană Kaiserliche und Königliche Kriegsmarine, acronim K.u.K.K., în trad. "Marina Împărătească și Crăiască de Război") a fost flota de război a Austro-Ungariei.

## Comandanții flotei
- 1917-1918: Maximilian Njegovan⁠(en)[traduceți]